# Vigevano
Vigevano (lombardul: Avgévan, Vigévan vagy Vigéven) település Olaszországban, Lombardia régióban, Pavia megyében. Lakosainak száma 62 076 fő (2023. január 1.). Vigevano Abbiategrasso, Besate, Morimondo, Motta Visconti, Bereguardo, Borgo San Siro, Cassolnovo, Cilavegna, Gambolò, Gravellona Lomellina, Mortara és Parona községekkel határos.

## Története
Nevéről a legkorábbi feljegyzések a 10. századból származnak, Vigevanot Arduin longobard király vadászatai alkalmával annak kedvelt lakhelyeként említették.
1445-ben San Pietro Martire (Szent Péter vértanú) nevű templomát a szomszédos domonkos kolostorral együtt Filippo Maria Visconti építtette. A Visconti uralom utolsó éveiben Francesco Sforza ostromolta. Miután Sforza Lombardiában hatalomra került, ő volt az aki elintézte Vigevano püspöki székhelyként való felállítását, és biztosította annak bevételeit.
A városon kívül található a La Sforzesca, egy négyszögletes villa-erőd sarkain palotatornyokkal, amelyet 1486-ban Ludovico il Moro épített.
A Vigevano katedrálisának építését 1532-ben kezdték meg II. Francesco herceg vezetésével, terveit Antonio da Lonate készítette. Az építmény 1606-ban készült el. Belseje latin kereszt alaprajzú, hajóval és két folyosóval, benne Macrino d'Alba , Bernardino Ferrari és mások munkái, valamint Leonardo da Vinci iskolájának tempera poliptichonja.

A 17. században a Piazza Ducale egyik végét a katedrális homorú barokk homlokzata zárta körül, amelyet ügyesen úgy alakítottak ki, hogy az ősi dóm a tér tengelyére merőleges vonalába kerüljön és annak középpontjában álljon.

## Gazdasága
A város évszázadokon át a selyem- és pamutipar központjaként volt ismert.
Iparának kulcságazata ma a cipőgyártás, amely az első világháború idején kezdett meghonosodni, az 1950-es évekre Vigevano Olaszország "cipőfővárosa"-ként lett ismert.

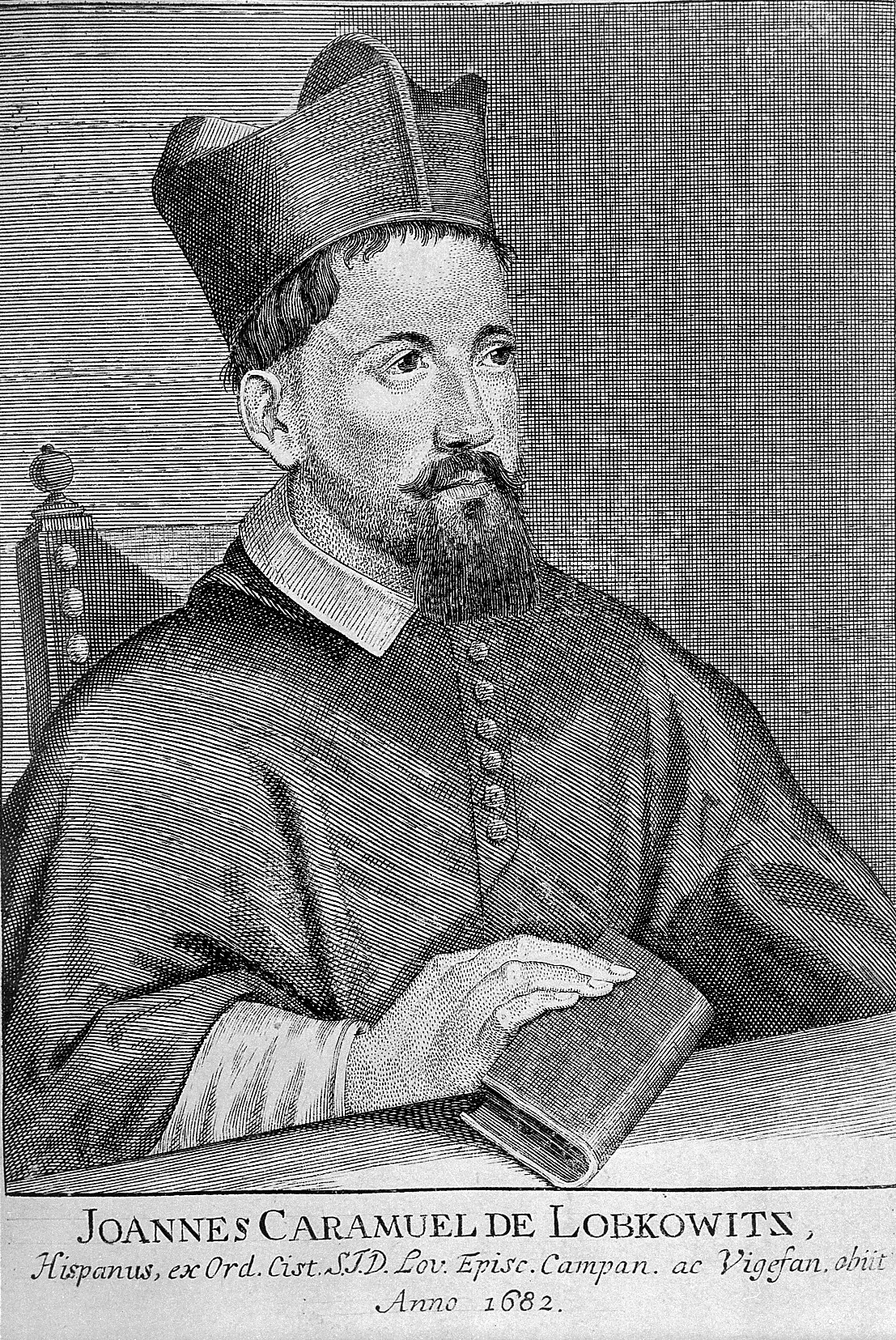
Juan Caramuel Lobkowitz (1606-1682) matematikus és Vigevano püspöke

## Itt születtek, itt éltek
- Guido da Vigevano (kb. 1280–kb. 1349) - orvos és feltaláló.
- Giovanni Andrea dei Bussi - Olasz humanista itt született 1417 július 14-én.
- Abramo Ardizzi (de Arditiis vagy Ardiciis) (15. század) - diplomata, nagykövet, püspök, bíboros.
- Donato Bramante (1444-1514) - építész és festő, Vigevanoban dolgozott Ludovico Sforzának.
- Ludovico Sforza (1452–1508) - Milánó hercege.
- Leonardo da Vinci (1452-1519) festő, polihisztor - Vigevanóban, Ludovico Sforzánál dolgozott.
- Juan Caramuel Lobkowitz (1606-1682) - matematikus és Vigevano püspöke.
- Giovanni Peroni iparos, aki 1846-ban megalapította a Peroni sörfőzdét Vigevanóban.
- Gian Carlo Rota (1932–1999) - matematikus és filozófus Vigevanoban született.

## Népesség
A település lakossága az elmúlt években az alábbi módon változott:
| Lakosok száma | 63 390 | 63 505 | 63 153 | 62 076 |
|               | 2016   | 2017   | 2018   | 2023   |